# KeepSolid VPN Unlimited
KeepSolid VPN Unlimited це програмне забезпечення для персональної приватної віртуальної мережі, доступне для пристроїв на iOS, macOS, Android, Windows і Linux.
VPN Unlimited розроблений американською компанією KeepSolid Inc зі штаб-квартирою у Нью-Йорку, США. Компанія KeepSolid, заснована в 2013 році в Нью-Йорку, пропонує програмне забезпечення для кібербезпеки та програми для інтернет-захисту.
VPN Unlimited має понад 3000 серверів у більш ніж 80 точках по всьому світу та працює під юрисдикцією США. Більша частина колективу перебуває в Одесі.

## Історія
KeepSolid була заснована в 2013 році як компанія з розробки програмного забезпечення та запустила VPN Unlimited на iOS із двома доступними серверами.
У травні 2016 року VPN Unlimited отримує нагороду «Вибір редакції» журналу PCMag.
У листопаді 2018 року VPN Unlimited випустила спрощену версію безкоштовного додатку для Android та iOS.
У 2019 році VPN Unlimited додає протокол WireGuard з відкритим вихідним кодом до списку доступних протоколів VPN на додаток до IKEv2 та OpenVPN.
Станом на 2022 рік VPN Unlimited має більш ніж 3000 серверів у понад 80 точках по всьому світу.

## Технології
VPN Unlimited має настільні програми для Windows, macOS та Linux, а також мобільні додатки для iOS, Android та Windows Mobile. Також доступне розширення для браузерів Mozilla Firefox, Opera, Edge та Google Chrome.
VPN Unlimited підтримує такі протоколи, як IKEv2, L2TP, OpenVPN, PPTP, а також власний протокол KeepSolid Wise.
Технологія спрямовує VPN-трафік через порти TCP 443 та UDP 33434, що ускладнює виявлення та блокування трафіку.

### Додаткові функції
Окрім базових серверів VPN, провайдер пропонує сервери для певних цілей, включаючи персональні сервери VPN, обміну P2P та торрентів. Також існують та інші додаткові функції, як, наприклад, Kill Switch, який відключає з'єднання у разі будь-якого збою. VPN Unlimited також забезпечує конфіденційність, придерживаючись політики відсутності логів.
VPN Unlimited пропонує чотири плани підписок: на місяць, на рік, на три роки та Вічність.

## Сервери
Стверджується, що VPN Unlimited має понад 500 серверів у більш ніж 80 місцях у таких країнах як Австралія, Австрія, Бельгія, Болгарія, Бразилія, Канада, Кіпр, Данія, Фінляндія, Франція, Німеччина, Гонконг, Ісландія, Індія, Ірландія, острів Мен, Ізраїль, Італія, Японія, Мексика, Нідерланди, Румунія, Сінгапур, Південна Африка, Швеція, Швейцарія, Туреччина, Велика Британія, США та інші.
VPN Unlimited надає сервери для стрімінгу та торентів.

## Відгуки
Згідно з оглядом TechRadar 2021, «KeepSolid пропонує відмінну продуктивність за справедливою ціною та додатками, які працюють практично на всьому». TechRadar зауважив «щодо невеликої кількості серверів», але відзначив «відмінну продуктивність WIreGuard» та «дуже швидку підтримку електронною поштою».
У 2021 році PCWorld у своєму огляді назвав його "Корисним додатком з мінімальними опціями.

## Інші продукти
- MonoDefense. Це набір програм для безпеки, що включає повнофункціональні версії VPN Unlimited, Passwarden, DNS Firewall і SmartDNS.[17]
- Passwarden. Менеджер паролів для зберігання паролів та іншої особистої інформації в одному місці, захищеному майстер-паролем.[18]
- SmartDNS by KeepSolid. Служба, яка дозволяє обійти географічні блокування сервісів без втрати швидкості під час перегляду веб-сайтів або стрімінгових відео.[19]
- DNS Firewall by KeepSolid. Рішення для мережної безпеки, яке блокує відомі ненадійні веб-сайти та захищає ваші пристрої від зараження шкідливим програмним забезпеченням.[19]
- Goals by KeepSolid. Онлайн- та офлайн-інструмент для управління проектами, постановки цілей, спільної роботи з командами та призначення завдань.[19]
- Private Browser by KeepSolid. Браузер для смартфонів (як на iOS, так і Android), який використовує технологію VPN для шифрування трафіку користувачів.